# Gospodarstvo Kube
Gospodarstvo Kube predstavlja nacionalno gospodarstvo Republike Kube. Riječ je o centralističkom planskom gospodarstvu kojim dominira država iako u zemlji postoje značajne strane investicije i privatne tvrtke. U posljednjih nekoliko godina provedene su manje reforme da bi se smanjila nelikvidnost, povećala učinkovitost poduzeća i otklonila stalna nestašica hrane i drugih osnovnih sredstava. Kapitalna ulaganja su ograničena te zahtijevaju odobrenje vlasti. Sama kubanska Vlada određuje cijene proizvoda te količinu dobara na tržištu.
Budući da su gotovo sve tvrtke u državnom vlasništvu, 2000. godine je zaposlenost u javnom sektoru iznosila 76% a u privatnom (uglavnom sastavljenom od osobne imovine) tek 23%. To je značajan pomak u odnosu na 1981. godinu kada je taj omjer iznosio 91:9.
1959. godine s vlasti je svrgnut Fulgencio Batista a zamjenjuje ga Fidel Castro koji je predvodio komunistički revolucionarni pokret. Uz podršku Sovjetskog Saveza, Castro je Kubu pretvorio u osobnu diktaturu kojom je upravljao po sovjetskim pravilima ali je znatno podigao životni standard siromašnih slojeva. Nakon raspada SSSR-a, kubansko gospodarstvo je izgubilo najvažnijeg dobavljača životno važnih roba, goriva i hrane te je došlo do drastičnog pada. Uvoz nafte smanjen je za više od polovice a hrane za 80%. Kuba postaje zatvoreni sustav u koji gotovo ništa ne dolazi izvana, a Kubanci su primorani preživjeti samo s resursima koje imaju na otoku. Kubanci su iz visoko razvijene mehanizacije i industrijsko-poljoprivrednog sustava prešli na permakulturne metode uzgoja lokalnih, gradskih vrtova. Kriza koju su Kubanci prozvali Posebno razdoblje natjerala ih je da se hrane zdravije i žive u održivim zajednicama. Danas se Havana može pohvaliti činjenicom da proizvodi i zadovoljava 50% svojih potreba za hranom u gradu i okolici.

## Gospodarstvo

### Povijest
Završetkom kubanske revolucije, Kuba je postala prva marksistička država u Latinskoj Americi te je došla je u izravan sukob s vanjskom politikom i interesima Sjedinjenih Država. Razlog tome bio je što su tijekom vladavine Fulgencija Batiste nacionalnim gospodarstvom dominirale američke tvrtke. Primjer tome bili su Bethlehem Steel i Speyer koje su imale monopol nad kubanskim nacionalnim resursima na temelju čega su stvarali ogromne profite.
Dolaskom na vlast, Fidel Castro je poduzeo sve što je mogao da Kubu spasi od njezine opasne gospodarske ovisnosti o šećeru. Međutim, to mu nije uspjelo pa kada su potkraj osamdesetih na svjetskom tržištu naglo pale cijene šećera, klimavo gospodarstvo zemlje (unatoč obilnoj potpori iz SSSR-a) jedva je preživjelo. Tako je šećer i dalje glavna roba a ovisi o tekućim inozemnim cijenama.
1960. Kuba potpisuje ugovor o pomoći i trgovini sa Sovjetskim Savezom a godinu dana kasnije nacionalizira američke i britanske naftne kompanije. To je rezultiralo američkim prekidanjem diplomatskih odnosa u siječnju 1961., neuspjelom invazijom u Zaljevu svinja, kubanskom krizom i embargom usmjerenim na kubansko gospodarstvo.
1986. godine kubanski dug prema pariškom klubu iznosio je 10,9 milijardi USD kojeg je zemlja sljedeće godine prestala otplaćivati. Također, 2002. godine, kubanski dug Japanu iznosio je 750 milijuna USD.
Raspadom SSSR-a za Kubu je započelo teško Posebno razdoblje te je 1994. godine dopušten rad nekim aktivnostima iz privatnog sektora. Tada je na Floridu pobjeglo oko 32.000 Kubanaca. Od 1989. do 1993. nacionalni BDP pao je za 35% kao rezultat raspada SSSR-a, najvećeg kubanskog trgovačkog partnera i davatelja subvencija. Sama Kuba ostala je i bez sovjetske pomoći čija je godišnja vrijednosti varirala između tri i šest milijardi dolara.
Nakon prekida sovjetske pomoći zemlja je od 1991. u kroničnoj recesiji koju su pojačavale štete od povremenih uragana, krize cijena izvozno značajnih proizvoda (šećera i nikla) na inozemnim tržištima, gubitci u neefikasnome državnom sektoru i dr.
U nastojanju da smanje stopu siromaštva i pospješe poslovanje, politički lideri Kube su se okrenuli onome protiv čega su se borili - kapitalizmu i tržišnoj ekonomiji. Vidljivu ruku centralne vlade postepeno će zamijeniti nevidljiva ruka tržišta, a rezultati reformi su neizvjesni kao i sama budućnost ove otočke zemlje. Unatoč pokretanju ekonomskih reformi koje otvaraju vrata privatnom poduzetništvu, na Kubi će i dalje ostati jednopartijski sistem kao "brana američkom imperijalizmu", rekao je kubanski predsjednik Raúl Castro na konferenciji vladajuće Komunističke partije. Time je kubanski lider potvrdio da ekonomske reforme koje će omogućiti Kubancima da se bave malim poduzetništvom te da kupuju i prodaju automobile, neće izazvati političke reforme na karipskom otoku na kojem je Komunistička partija jedina legalna stranka, što je omogućeno Ustavom iz 1976. godine.
U traganju za novim tržištima i prihodima, Kuba se postepeno okreće suradnji s Kinom, Brazilom i Angolom. Ipak, američki embargo sprečava iskorištavanje ključnog resursa - kubanske dijaspore u SAD-u kojoj je onemogućeno slanje novca na Kubu. Također, zakoni SAD-a američkim dužnosnicima u međunarodnim organizacijama nalažu da po automatizmu glasaju protiv prijema Kube u međunarodne financijske institucije kao što su Svjetska banka i MMF koji bi mogli omogućiti dodatne kredite. Sjeverni susjed je zato bio i ostao jedna od najvećih prepreka kubanskog razvoja, pri čemu embargo ima paradoksalan efekt sprečavanja Kube da postane upravo ono što SAD želi - otok s kapitalističkom i liberalnom ekonomijom.
Opća skupština Ujedinjenih naroda je velikom većinom osudila 47-godišnji trgovački embargo SAD-a protiv Kube, iskazavši 19. godinu za redom gotovo jednoglasno globalno protivljenje oštroj američkoj politici spram te zemlje. 2009. godine je protiv embarga glasovalo 187 zemalja dok su SAD, kao i prošle godine, podržali samo Izrael i Palau. Kubanski ministar vanjskih poslova Bruno Rodriguez u svom je govoru u skupštini iznio niz pritužbi istaknuvši da je embargo, koji Kubanci nazivaju blokadom, kubansko gospodarstvo stajao desetke milijardi dolara tijekom godina i priječio da kubanska djeca dobivaju potrebnu medicinsku njegu. No, SAD je jasno dao do znanja da nije spreman ukinuti embargo dok Kuba ne prihvati neke političke, gospodarske i financijske promjene.
Sredinom prosinca 2014. došlo je do preokreta u američkoj vanjskoj politici kada američki predsjednik Barack Obama započinje otvarati svoju zemlju prema Kubi. Za početak, obje strane žele što prije obnoviti diplomatske odnose i razmijeniti veleposlanike. Demokratski senator Dick Durbin tada je rekao da Washington razmišlja o ukidanju trgovinskih i putnih restrikcija prema Kubi: "Otvaranje vrata Kubi za trgovinu, putovanja i razmjenu ideja stvorit će snagu za pozitivne promjene na Kubi koje naša decenijska politika isključivanja nije postigla". Obama je najavio i da će se podići razina bankarskih veza te da će kubanska emigracija u SAD-u uskoro moći poslati na Kubu do 2.000 američkih dolara svaka tri mjeseca umjesto dosadašnjih 500. Pri povratku iz Kube, Amerikanci će moći uvesti robu vrijednu do 400 dolara te duhan i alkohol u vrijednosti do 100 dolara.

### Proizvodnja
Od poljoprivrednih dobara, šećer je najvažniji kubanski izvozni proizvod. Kubanska proizvodnja šećera jedan je od temelja gospodarstva a zemlja je jedan od vodećih proizvođača šećera na svijetu. Proizvodnja šećera na Kubi je u žetvi 2011./12. godine bila 1,4 milijuna tona. Kuba troši između 600.000 i 700.000 tona šećera godišnje i prodaje 400.000 tona NR Kini na osnovu sporazuma o suradnji. Ostatak šećera Kuba izvozi u druge zemlje u svijetu. Od ostalih dobara tu su agrumi, kava, duhan, riža, grašak i krumpir te živa stoka i riba. Također, Kuba ima rudnike nikla kojeg izvozi a proizvode se i kemijski proizvodi, čelik i cement.
Otkriće bogatog podmorskog nalazišta nafte na sjeveru Kube potaknulo je mnoge svjetske naftne kompanije i Vlade na traženje načina za pristup tamošnjim ležištima, uključujući i SAD koji već desetljećima drži embargo na trgovinu s Kubom. Istraživanje američkog geološkog instituta procijenilo je da se pod morem na sjeveru te zemlje nalazi oko 4,6 milijardi barela nafte. Kubanska vlada je objavila da je spremna pokrenuti komercijalnu proizvodnju nafte u kubanskim vodama Meksičkog zaljeva. S time u vezi je pripremljen i plan spašavanja u slučaju ekoloških incidenata. Kuba je 2011. proizvela 4 milijuna tona nafte, ali to je dovoljno tek za zadovoljavanje polovice potreba zemlje i ostatak potrebne nafte se uvozi iz Venezuele.

### Turizam
Turizam je postao jednim od glavnih izvora prihoda a 1993. godine američki dolar je postao zakonitim sredstvom plaćanja, te je zemlja imala dvokurentni sistem no taj je dogovor opozvan 25. listopada 2004. godine. U popularne turističke destinacije spadaju Varadero, Cayo Coco i Havana.
Također, u zemlji je razvijen i zdravstveni turizam te je Kuba popularna destinacija za ovakav oblik turizma preko dvadeset godina. Tijekom 2005. u zemlji je boravilo više od 19.600 inozemnih pacijenata koji su ondje došli zbog očne kirurgije ili liječenja ortopedije te neuroloških poremećaja kao što su multipla skleroza i Parkinsonova bolest. Jedan od najpoznatijih pacijenata ondje bio je pokojni venezuelanski predsjednik Hugo Chávez koji je tamo operiran nakon što mu je u lipnju 2011. otkiven rak u području trbušne šupljine.
Tijekom listopada 2007. godine floridski Miami Herald objavio je članak o tome kako kanadski i američki turisti koji se odlaze liječiti na Kubu ondje dobivaju veliku kvalitetu zdravstvene njege.

## Međunarodni odnosi
Od 20. travnja 1995. zemlja je članica Svjetske trgovinske organizacije te je tijekom 2002. koristila međunarodnu pomoć u iznosu od stotinu milijuna USD, pretežno za hranu i lijekove. Početkom 2003. godine vanjski dug prema zapadnim zemljama i međunarodnim ustanovama je iznosio 13 milijardi a klirinški dug prema bivšem SSSR-u odnosno Rusiji, oko 20 milijardi dolara.

### Venezuela i Brazil
Venezuela je trenutno najvažniji ekonomski partner Kube. Suradnju te dvije zemlje započela su dva "revolucionarna saveznika", Fidel Castro i Hugo Chávez. Dvije države imaju sporazum o razmjeni nafte za usluge, prema kojemu Venezuela dnevno u Kubu šalje 92.000 barela nafte u zamjenu za usluge tisuća kubanskih doktora i drugu tehničku pomoć. Isto tako, ove dvije zemlje osnovale su i oko 30 zajedničkih kompanija.
Unatoč smrti venezuelanskog lidera Cháveza, nastavljena je snažna suradnja Havane i Caracasa. Pobjeda Nicolása Madura na predsjedničkim izborima bila je od velike važnosti za Kubu jer bi pobjeda Caprilesa ujedno značila i prekid suradnje ovih prijateljskih zemalja, štoviše Capriles je to jasno naglasio za vrijeme svoje predsjedničke kampanje. Prilikom prvog državničkog susreta Madura i Raula Castra, potpisan je 51 projekt o suradnji na svim razinama.
Službena Brasília i Havana već dugo godina gaje obostrane političke simpatije te Brazil želi postati najvažniji ekonomski partner Kube i ubrzati političko otvaranje ove zemlje. Ove dvije latinoameričke zemlje njeguju sasvim posebno prijateljstvo. Tako u Brazilu kubanski liječnici rade na poboljšanju zdravstvene zaštite stanovništva dok na Kubi brazilski agrarni proizvodi omogućavaju prehranu velikog broja stanovnika. Sada se ove dvije zemlje provođenjem jednog megaprojekta pripremaju na moguće okončanje trgovinskog embarga SAD-a prema komunističkoj Kubi. Sam Brazil sebe vidi kao pokretača kubanskog otvaranja.
Koliko se razvilo trgovinsko partnerstvo između jedne kapitalističke i jedne komunističke zemlje pokazuju i podaci brazilskog Ministarstva za razvoj, industriju i vanjsku trgovinu. Prema tim podacima izvoz iz Brazila za Kubu je s 80 milijuna američkih dolara u 2003. godini porastao na 568 milijuna dolara u 2012. Od siječnja do rujna 2013. godine izvezeno je robe u vrijednosti od 515 milijuna američkih dolara. Isto tako, brazilska građevinska tvrtka Odebrecht provodi najveći infrastrukturni projekt na Kubi, financiranje kubanske teretne luke je također u brazilskim rukama dok je brazilska razvojna banka BNDES (por. Banco Nacional de Desenvolvimento Economico e Social) prema vlastitim navodima, odobrila 682 milijuna američkih dolara kredita za financiranje projekta koji ukupno stoji oko 957 milijuna američkih dolara.

### Rusija i Bjelorusija
Rusija je jedan od važnijih kubanskih trgovinskih partnera dok je trgovinska razmjena između te dvije zemlje 2007. godine iznosila 363 milijuna dolara. Prema podacima iz Moskve, kubanski dug Rusiji (kao nasljednici SSSR-a) iznosi 20 milijardi dolara. Također, Rusi sa svojim hladnoratovskim saveznikom razvijaju i vojnu suradnju. Analitičari smatraju da iza ekonomske suradnje stoji namjera Kremlja da obnovi svoj utjecaj u Latinskoj Americi (tradicionalnoj američkoj zoni utjecaja) što je započeto putem savezništva s Venezuelom.
Europska novinska mreža Euronews prenijela je sredinom prosinca 2013. vijest kako je Rusija otpisala 90% kubanskog duga koji potječe još iz sovjetskog vremena. Ukupna vrijednost duga se s godinama povećala na ukupno 32 milijarde dolara od čega je Kubi otpisano 29 milijardi čime je okončan 20 godina dugi spor između te dvije zemlje. Jedan od razloga otpisa je jačanje suradnje na području trgovine i gospodarstva. Prema dogovoru, Kuba će Rusiji platiti 3,2 milijarde dolara tijekom narednih deset godina, odnosno 320 milijuna dolara godišnje.
S druge strane, Kuba i Bjelorusija su 2012. godine potpisale nekoliko sporazuma iz područja zdravstva, poljoprivrede i industrije. Sporazum je vezan uz mogućnosti ulaganja i modernizacije tehnološke opreme za poljoprivredu, kućanske aparate i ostale alate na Kubi kao i dobavu novih strojeva i opreme iz Bjelorusije. U području zdravstva, dvije vlade su se dogovorile o stvaranju radne skupine koja će raspravljati o zajedničkim mogućnostima predkliničkih i kliničkih istraživanja, kao i bioekvivalencije lijekova proizvedenih u obje zemlje.

### Kina
Budući da Kuba ispunjava obavezu otplate duga NR Kini, intenzivirani su ekonomski odnosi između te dvije zemlje. Tako je kineski ministar trgovine Chen Deming izjavio kako je "kubanska otplata duga doprinijela da se povrati povjerenje između dva trgovinska partnera". Bilateralna trgovina Kube i Kine je 2011. godine iznosila 1,9 milijardi dolara a iz Kube se uvoze šećer i nikal kao i neki biotehnološki proizvodi.

## Vanjske poveznice
- El Economista de Cuba  Arhivirana inačica izvorne stranice od 1. srpnja 2014. (Wayback Machine)
- The Road not taken: Pre-Revolutionary Cuban Living Standards in Comparative Perspective